# Stanisławczyk (rejon czerkaski)
Stanisławczyk (ukr. Станіславчик) – wieś na Ukrainie, w obwodzie czerkaskim, w rejonie czerkaskim.
W 2001 roku liczyła 96 mieszkańców.